# کانال یک روسیه
کانال یک روسیه (انگلیسی: Channel One Russia; روسی: Первый канал، آوانگاری Perviy kanal؛ IPA: [ˈpʲɛrvɨj kɐˈnaɫ]، معنای تحت‌اللفظی کانال اول) نخستین کانال تلویزیونی است که در روسیه پایه‌گذاری شد.
دفتر مرکزی این کانال در «مرکز تکنولوژی اوستانکینو» در نزدیکی برج اوستانکینو در مسکو قرار دارد.
این کانال پربیننده‌ترین کانال تلویزیونی روسیه است و بیش از ۲۵۰ میلیون بیننده در سرتاسر جهان دارد.